# Sesterské církve
Nezaměňovat s Mateřská církev
Sesterské církve byl termín používaný v ekleziologii 20. století pro označení ekumenických vztahů mezi římskokatolickou církví a pravoslavnými církvemi a vzácněji a neoficiálně mezi římskokatolickou církví a anglikánským společenstvím. Katolická církev od té doby vyzývá teology, aby se tomuto termínu vyhýbali, a vysvětluje, že „nelze správně říci, že katolická církev je ‚sesterskou‘ určitou církví nebo skupinou církví. Nejde jen o otázku terminologie, ale především o respektování základní pravdy katolické víry: pravdy o jednotě [jedinečnosti] [katolické církve]“. Tento termín se v současnosti používá také mezi protestanty pro označení různých denominací téže náboženské tradice. 

## Používání ve 12. století
Viz též Křesťanství ve 12. století
Výraz, který se údajně používal mezi pravoslavnými od 5. století mezi „sesterskými patriarchálními církvemi“, se v písemné podobě objevil ve dvou dopisech metropolity Niketase Nikomedijského (1136) a patriarchy Jana Camatera (v úřadu v letech 1198–1266), v nichž protestovali proti tomu, že Řím, který se vydává za matku a učitelku, ruší jejich autoritu. Podle jejich názoru byl Řím pouze první mezi sesterskými církvemi stejné důstojnosti, viz první mezi rovnými. Podle tohoto pojetí pentarchie stojí v čele církve pět patriarchů, přičemž římská církev má mezi těmito patriarchálními sesterskými církvemi čestné první místo. Podle Kongregace pro nauku víry však žádný římský pontifik nikdy neuznal toto pravoslavné zrovnoprávnění stolců ani nepřijal, aby byl římskému stolci přiznán pouze čestný primát.

## Druhý vatikánský koncil
V moderní době se výraz „sesterské církve“ poprvé objevil v dopisech Jana XXIII. konstantinopolskému pravoslavnému patriarchovi Athenagorovi I. Papež v nich vyjádřil naději, že v blízké budoucnosti dojde k obnovení jednoty mezi sesterskými církvemi. Později se tento termín objevil ve „společném prohlášení“ papeže Pavla VI. a patriarchy Athenagora v roce 1965, kteří zastupovali své stolce, tedy Řím a Konstantinopol.
Druhý vatikánský koncil přijal výraz „sesterské církve“, který popisuje vztahy mezi jednotlivými církvemi: „Mezi nimi jsou na prvním místě patriarchální církve a mnohé z nich se mohou pochlubit tím, že pocházejí od samotných apoštolů. Proto mezi východními křesťany převládala a stále převládá horlivá touha udržovat ve společenství víry a lásky ty rodinné svazky, které by měly existovat mezi místními církvemi jako mezi sestrami“.
Prvním papežským dokumentem, v němž je termín „sesterské církve“ použit pro církve, je apoštolský list Anno ineunte Pavla VI. patriarchovi Athenagorovi I. Poté, co papež vyjádřil ochotu udělat vše pro „obnovení plného společenství mezi církví Západu a Východu“, požádal: „Protože toto tajemství božské lásky působí v každé místní církvi, není to důvodem tradičního výrazu ,sesterské církve‘, který pro sebe navzájem používaly církve z různých míst?“

## Jan Pavel II.
Tento termín často používal Jan Pavel II., zejména ve třech zásadních dokumentech:
1. Encyklika Slavorum Apostoli, ve které uvádí, že
Pro nás jsou [svatí  Cyril a Metoděj] ochránci a také patroni ekumenického úsilí sesterských církví Východu a Západu o znovuobjevení viditelné jednoty v dokonalém a úplném společenství skrze modlitbu a dialog.
2. V dopise z 31. května 1991 evropským biskupům:
Proto je třeba s těmito církvemi [pravoslavnými církvemi] rozvíjet vztahy jako mezi sesterskými církvemi, abychom použili výrazu papeže Pavla VI. v jeho zprávě konstantinopolskému patriarchovi Athenagorovi I., a...
3. V encyklice Ut unum sint, v níž říká
Po Druhém vatikánském koncilu a ve světle dřívější tradice se opět stalo obvyklým označovat partikulární nebo místní církve sdružené kolem svého biskupa jako „sesterské církve“. Kromě toho bylo zrušení vzájemné exkomunikace tím, že odstranilo bolestnou kanonickou a psychologickou překážku, velmi významným krokem na cestě k plnému společenství.
V odstavci 60 této encykliky uvádí:
V nedávné době učinila smíšená mezinárodní komise významný krok vpřed v souvislosti s velmi citlivou otázkou způsobu obnovení plného společenství mezi katolickou a pravoslavnou církví, což je otázka, která často rozjitřuje vztahy mezi katolíky a pravoslavnými. Komise položila doktrinální základy pro pozitivní řešení tohoto problému na základě učení sesterských církví.

## Církevní směrnice
Dokument Kongregace pro nauku víry z roku 2000 obsahuje následující pokyny k používání výrazu „sesterské církve“:
Historické odkazy uvedené v předchozích odstavcích ilustrují význam, který výraz „sesterské církve“ nabyl v ekumenickém dialogu. O to důležitější je správné teologické používání tohoto termínu.
Ve skutečnosti jsou „sesterské církve“ ve vlastním slova smyslu výhradně partikulární církve (nebo seskupení partikulárních církví; například patriarcháty nebo metropolitní provincie) mezi sebou. Při použití výrazu „sesterské církve“ v tomto vlastním smyslu musí být vždy jasné, že jedna, svatá, katolická a apoštolská všeobecná církev není „sestra“, ale „matka“ všech partikulárních církví. Jak však bylo připomenuto výše, nelze správně říci, že katolická církev je „sestrou“ určité církve nebo skupiny církví. Nejde jen o otázku terminologie, ale především o respektování základní pravdy katolické víry: pravdy o jednotě [jedinečnosti] Církve Ježíše Krista. Ve skutečnosti existuje pouze jediná církev, a proto se množné číslo termínu „církve“ může vztahovat pouze na partikulární církve.
V neposlední řadě je třeba mít na paměti, že výraz „sesterské církve“ ve vlastním smyslu, jak jej dokládá společná Tradice Východu a Západu, lze použít pouze pro ta církevní společenství, která si zachovala platný episkopát a eucharistii [tj., jak je uvedeno na začátku dokumentu, je „nevhodně použit“, když se vztahuje na „anglikánské společenství a nekatolická církevní společenství“].

## Použití s ohledem na anglikánské společenství
Papež Pavel VI. byl dobrým přítelem anglikánské církve, kterou při ekumenických setkáních s anglikánskými představiteli označil za „naši milovanou sesterskou církev“. Používání tohoto termínu pro označení anglikánské církve, byť neoficiálně, však později odmítli papež Jan Pavel II. a kardinál Joseph Ratzinger v dokumentu Dominus Iesus, mimo jiné kvůli přetrvávajícím pochybnostem ohledně platnosti anglikánských svěcení a následné apoštolské posloupnosti anglikánských biskupů a duchovních.
Kardinál Walter Kasper ve svém projevu k anglikánským biskupům poznamenal, že „konečné řešení [uznání anglikánských řádů] lze nalézt pouze v širším kontextu plného společenství ve víře, svátostném životě a sdílené apoštolské vizi“. Konkrétně zmínil překážky jako „laické předsednictví, svěcení žen a etické problémy, jako jsou potraty a homosexuální partnerství“. Viz Paul Handley, „Churches' goal is unity, not uniformity spokesman for Vatican declares,“ Tento postoj se zdá být v souladu s postojem pravoslaví vůči anglikanismu. Kallistos Ware k tomu poznamenává: „Pro pravoslaví nezávisí platnost svěcení pouze na splnění určitých technických podmínek (vnější držení apoštolské posloupnosti; správná forma, materie a úmysl).
Zdá se, že katolická církev je stejného názoru, pokud jde o širší a „podstatnější“ kritéria (nikoli pouze „splnění technických podmínek“) nutná pro uznání anglikánských řádů. Dokonce ani papež Pavel VI. vzhledem ke své otevřenosti vůči anglikánům nezrušil Apostolicae curae, která prohlašuje anglikánské svěcení za „naprosto neplatné a zcela neúčinné“. Podle Rosemary Radfordové Ruetherové to nešťastně naznačuje, že „jediný ekumenismus“, který „se počítá“, je „mezi Římem a Konstantinopolí“, ačkoli anglikáni, církev druhého tisíciletí, „touží dostat se do ‚old boys‘ klubu patriarchů.“

## V protestantismu
Často se říká, že různé denominace stejné náboženské tradice mají „sesterské církve“, zejména pokud se nacházejí v různých zemích. Například mezi Svobodnými reformovanými církvemi v Austrálii, Reformovanými církvemi v Nizozemsku (Osvobozenými), Kanadskou a Americkou reformovanou církví a Svobodnými reformovanými církvemi v Jihoafrické republice existuje sesterský církevní vztah. Tento vztah zahrnuje vzájemné uznávání způsobilosti duchovních.
Luterská církev – Missourská synoda uplatňuje politiku uzavřeného společenství, což znamená, že eucharistie se běžně sdílí pouze s těmi, kdo jsou pokřtěnými a biřmovanými členy některého ze sborů LCMS nebo sboru některé z jejích sesterských církví, s nimiž oficiálně vyhlásila oltářní a kazatelské společenství (tj. shodu ve všech článcích nauky). Většina členů Mezinárodní luterské rady jsou sesterské církve LCMS.